# Regamünde
Regamünde war ein mittelalterlicher Hafenort in Pommern an der Mündung der Rega in die Ostsee. Besonders in Sagen wird der Ort als eine Stadt bezeichnet, welche in einem Sturmhochwasser zerstört worden sein soll. Die Überlieferungen weisen gewisse Parallelen zu Vineta auf.

## Geschichte

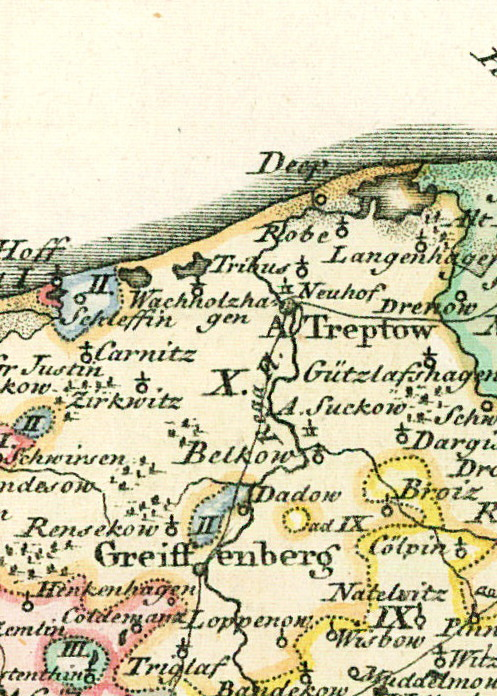
Oberlauf der Rega bei Greifenberg, Treptow und dem Dorf Deep und ihre beiden Mündungen. Rechts der Ausfluss Alte Rega, der zunächst in den Kamper See und von dort aus in nördlicher Richtung in die Ostsee führt (Alte Rega), und links der Ausfluss bei Deep über den in der zweiten Hälfte des 15. Jahrhunderts angelegten Kanal (Neue Rega).

Regamünde wurde erstmals am 14. Mai 1287 in einer Urkunde erwähnt, in der Herzog Bogislaw IV. von Pommern und Thidboldus, der Abt des Klosters Belbuck, der Stadt Treptow an der Rega das Lübische Recht verliehen. Der Ort wurde der Stadt als Freihafen zugesprochen. 1309 bestimmten die Herzöge Otto I. und Wartislaw IV., dass für die Bürger von Treptow auch in Regamünde Lübisches Recht gelten sollte. 1324 gestattete Wartislaw IV. den Treptowern, frei über den Hafen Regamünde zu verfügen.
Dieser Hafen befand sich bei dem Dorf  Kolberger Deep (heute Dźwirzyno) am nordöstlich verlaufenden Mündungsarm der Rega,  der zuerst in den Kamper See und von dort aus in die Ostsee fließt. Dieser in Richtung Nordosten verlaufende Mündungsarm  existierte noch am Ende des 18. Jahrhunderts und existiert auch noch heute.
Aus der Zeit nach 1354 und vor 1457 existieren keine schriftlichen Erwähnungen von Regamünde.
Erst aus einer Urkunde des Bischofs von Cammin aus dem Jahr 1457 geht hervor, dass die Stadt Treptow mit dem Neubau eines Hafens an der Regamündung befasst war. Aus einer Schrift des Treptower Stadtrates von 1555 geht hervor, dass der bisherige Abfluss der Rega in die Ostsee auf Betreiben der Stadt Kolberg wahrscheinlich zwischen 1445 und 1449 für die Schifffahrt unbrauchbar gemacht wurde. Dies soll  durch das  Versenken von Schiffen in der Fahrrinne des Mündungsarms erreicht worden sein. Nach anderen Aufzeichnungen  erfolgte die Versperrung der Fahrrinne im Jahr 1456. Im Jahr 1464 bestätigte Herzog Erich II. der Stadt Treptow das Recht, weiter westlich einen neuen Hafen zu bauen und zu diesem Zweck die Rega umleiten zu dürfen.
Es wurde ein Kanal zur Rega durchbrochen, der bei Treptower Deep in die Ostsee mündet. Dadurch erhielt die Rega zwei Mündungsarme, die Alte Rega und die künstlich angelegte Neue Rega. 1499 vereinbarten der Stadtrat von Treptow und der Abt des Klosters Belbuck, Treptow und den neuen Hafen durch einen befestigten Landweg, den sogenannten Hufendamm, miteinander zu verbinden. Der alte Seehafen Regamünde bei Kolberger Deep verlor an Bedeutung.
Die neue Hafenanlage wurde in der Nähe oder an der Stelle des Dorfs  Treptower Deep (Mrzeżyno) angelegt und bis zum Ende des 16. Jahrhunderts ebenfalls als Regamünde bezeichnet.  Das alte Regamünde bestand noch mehrere Jahrzehnte hindurch weiter, bevor ein Sturmhochwasser den Ort unbewohnbar machte. Die dadurch erzwungene Übersiedlung der Bevölkerung nach Treptower Deep erfolgte in der Zeit nach 1499, aber deutlich vor 1538.  Infolge von Versandungen  war die neue Hafenanlage bald nur begrenzt nutzbar, und bereits im 18. Jahrhundert oder früher mussten größere Handelsschiffe auf der Reede vor dem Hafen vor Anker gehen.
Die Annahme, Regamünde sei eine Stadt gewesen, beruht im Wesentlichen auf einer vom Bürgermeister Samuel Gadebusch entworfenen und von dessen Sohn Samuel Valentin Gadebusch 1677 veröffentlichten Geschichte der Stadt Treptow an der Rega. Darin wurde die Urkunde fehlinterpretiert, die die Anwendung Lübischen Rechts für Bürger der Stadt Treptow in Regamünde vorschrieb. Auch die Angabe von „300 Fischern“ bezog sich nicht auf die Zahl der Einwohner, sondern auf die Zahl der sich während der Heringsfangsaison im Ort aufhaltenden Fischer.

## Nachweise
1. ↑  PUB 1423: Pommersches Urkundenbuch., Bd. 3, Abt. 1, 1287–1295.
2. ↑  Heintze: Der Hafenort Regamünde. In: Baltische Studien. Bd. 18, S. 87 (Google Books)
3. 1 2 3 4  Johann Ernst Fabri: Geographie für alle Stände. Teil I, Band 4, Leipzig 1793,  S. 495.
4. ↑  Neue pommersche Provinzblätter (herausgegeben von Ludwig Giesebrecht und J. C. L. Haken). Band 1, Heft 1,  Stettin 1827, S. 168–173.
5. 1 2  Ludwig Wilhelm Brüggemann: Ausführliche Beschreibung des gegenwärtigen Zustandes des Königlich-Preußischen Herzogtums Vor- und Hinterpommern. Teil II, Band 1, Stettin 1784, S. 382–383.
6. ↑  Heintze: Der Hafenort Regamünde. In: Baltische Studien. Bd. 18,  (S.90.)
7. ↑  Heintze: Der Hafenort Regamünde. In: Baltische Studien. Bd. 18, S. 109 (Google Books)
8. ↑  Heintze: Der Hafenort Regamünde. In: Baltische Studien. Bd. 18, S. 88–95 (Google Books)
9. ↑  Heintze: Der Hafenort Regamünde. In: Baltische Studien. Bd. 18, S. 95f.(Google Books)